# Waterloomedaille (Hannover)
De Waterloomedaille, (Duits: Waterloo-Medaille), was een medaille van het in personele unie met het Verenigd Koninkrijk verbonden koninkrijk Hannover. Deze onderscheiding werd in december 1817 ingesteld en uitgereikt aan de overlevenden en de nabestaanden van de Hannoveraanse soldaten en officieren die vochten in de Slag bij Waterloo op 18 juni 1815. Het was voor het eerst dat een Hannoveraanse medaille aan alle deelnemende soldaten in een veldslag werd uitgereikt. In eerdere campagnes zoals in Spanje werden alleen hogere officieren onderscheiden.
Rond 1862 werden nogmaals 100 medailles geslagen om verloren gegane medailles te kunnen vervangen. Deze afslagen zijn niet gesigneerd. Het ontwerp is van de Londense stempelsnijder W. Wyon. De medailles worden net als de Britse Waterloomedaille aan een purperrood lint met blauwe bies gedragen. Ze verschillen in details met de Britse medailles.
Infanteristen en cavalerie uit Hannover hadden aan de Slag bij Waterloo deelgenomen.
In de 18e eeuw werden alleen de bevelhebbers gedecoreerd. In de Britse veldtocht in Spanje waren er kruisen en gouden medailles voor de generaal en de hogere officieren. De Waterloomedaille was de eerste van een lange reeks herinneringsmedailles en campagnemedailles. In 1848 liet de Britse regering alsnog een medaille slaan waarmee de veteranen van eerdere campagnes tijdens de revolutieoorlogen en napoleontische oorlogen werden geëerd, aan deze Military General Service Medal waren gespen verbonden voor tal van gevechten, maar niet de slag bij Waterloo, de Slag bij Ligny of de Slag bij Quatre Bras waarvoor immers een medaille was uitgereikt. De onderdanen van het inmiddels zelfstandige Koninkrijk Hannover kwamen voor deze medaille niet in aanmerking.

## De medaille
De ronde bronzen medaille was 37 millimeter in diameter en droeg aan de voorzijde het gelauwerde portret van de prins van Wales, de latere George IV, die ook in Hannover als Regent voor zijn vader optrad, binnen het rondschrift – GEORG – ° – PRINZ – ° – REGENT – en het jaartal – 1815 -. Onder de afsnede is de medaille gesigneerd– W. WYON -.
Op de keerzijde staat het randschrift– HANNOVERSCHER – TAPFERKEIT – met twee samengebonden lauwerkransen en een trofee met twee gekruiste vaandels..
Daaronder de woorden – WATERLOO -/- (kleiner) JUN. XVIII
Het lint was, net als dat van de eerdere Britse Gouden Legermedaille voor de hogere officieren in de oorlog in Spanje en Portugal purperrood met een blauwe bies. Er werden geen gespen op het lint gedragen.
De ring tussen medaille en lint werd later vaak vervangen. De voorschriften voor het dragen van onderscheidingen waren nog niet streng en ze waren nog niet precies geformuleerd. Veteranen die de dienst hadden verlaten droegen de medaille min of meer naar eigen inzicht. Er zijn bevestigingen met ballen, met klemmen, met zware rechthoekige beugels en met dunne beugels met rondingen bekend.
De naam van de decorandus werd bij de Britse en Hannoveraanse Waterloomedaille op de rand, tussen twee sterren, aangebracht.

## Waterloomedailles van andere landen
Frankrijk heeft geen medaille ingesteld voor de Franse veteranen. Na de dood van Napoleon werd door Napoleon III in 1857 een bronzen Sint-Helenamedaille geslagen voor alle overlevenden van zijn oorlogen.
Nederland kwam pas in 1863 met een klein Waterlookruis voor de weinige nog in leven zijnde veteranen van de veldtochten en gevechten van 1813 tot 1815.
- Waterloomedaille (Verenigd Koninkrijk))
- Waterloomedaille (Brunswijk)
- Waterloomedaille (Nassau)
- Waterloomedaille (Saksen-Coburg-Saalveld)
- Waterloomedaille (Hannover)